# Blade o' Grass
Blade o' Grass è un cortometraggio muto del 1915 diretto da Burton George qui al suo debutto come regista cinematografico.

## Produzione
Il film fu prodotto dalla Edison Manufacturing Company.

## Distribuzione
Distribuito dalla General Film Company, il film - un cortometraggio in tre bobine - uscì nelle sale cinematografiche degli Stati Uniti il 18 dicembre 1915.
Copia della pellicola viene conservata negli archivi della Library of Congress.